# Kompania graniczna KOP „Małaszki”

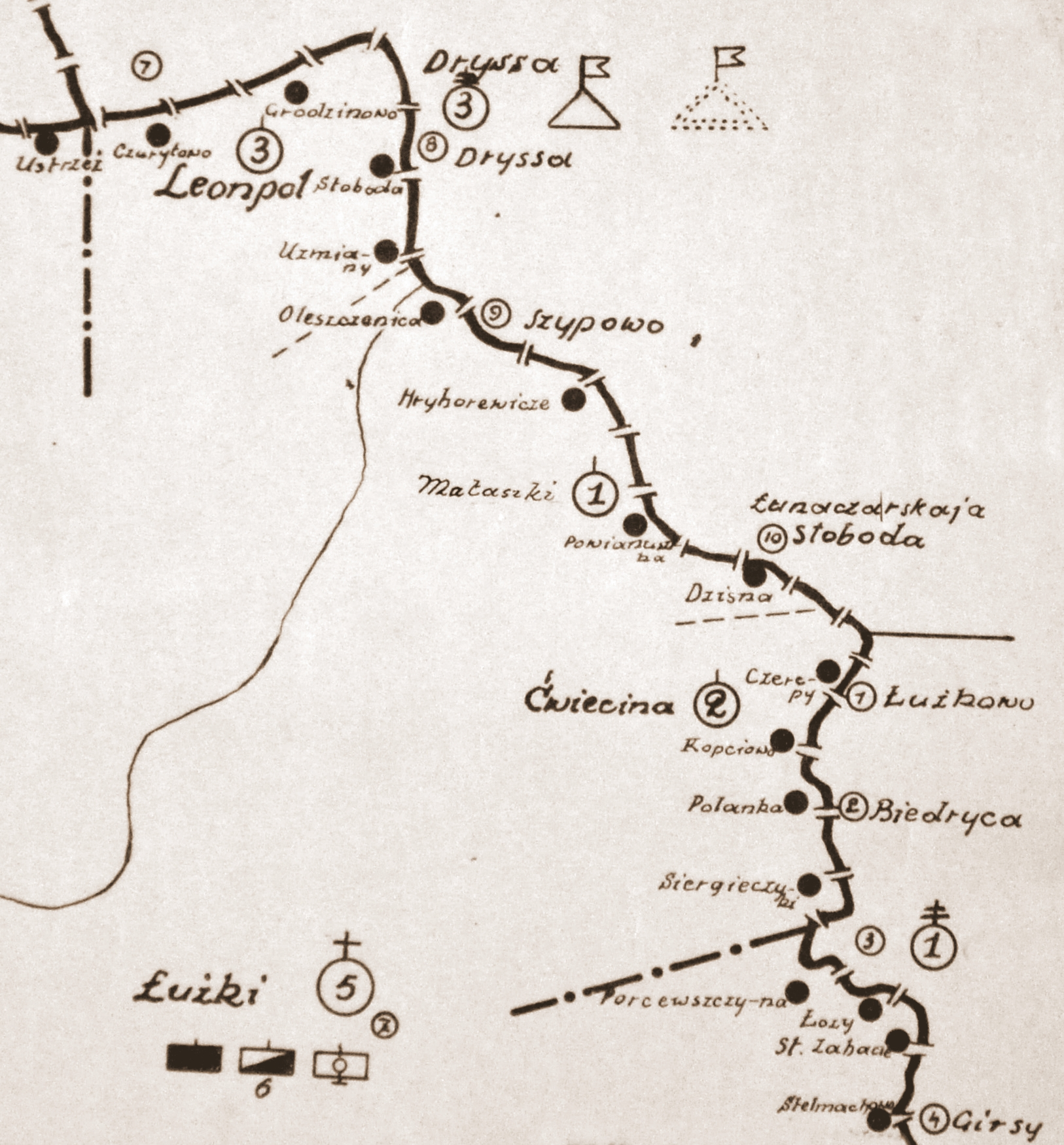
Batalion KOP „Łużki” w 1931

Kompania graniczna KOP „Małaszki” – pododdział graniczny Korpusu Ochrony Pogranicza pełniący służbę ochronną na granicy polsko-radzieckiej.

## Formowanie i zmiany organizacyjne
Na podstawie rozkazu szefa Sztabu Generalnego L. dz. 12044/O.de B./24 z 27 września 1924, w pierwszym etapie organizacji Korpusu Ochrony Pogranicza sformowano 5 batalion graniczny , a w jego składzie 1 kompanię graniczną KOP. W listopadzie 1936 kompania liczyła 2 oficerów, 9 podoficerów, 5 nadterminowych i 98 żołnierzy służby zasadniczej.
W 1939 1 kompania graniczna KOP „Małaszki” podlegała dowódcy batalionu KOP „Łużki”.

## Służba graniczna
Podstawową jednostką taktyczną Korpusu Ochrony Pogranicza przeznaczoną do pełnienia służby ochronnej był batalion graniczny. Odcinek batalionu dzielił się na pododcinki kompanii, a te z kolei na pododcinki strażnic, które były „zasadniczymi jednostkami pełniącymi służbę ochronną”, w sile półplutonu. Służba ochronna pełniona była systemem zmiennym, polegającym na stałym patrolowaniu strefy nadgranicznej i tyłowej, wystawianiu posterunków alarmowych, obserwacyjnych i kontrolnych stałych, patrolowaniu i organizowaniu zasadzek w miejscach rozpoznanych jako niebezpieczne, kontrolowaniu dokumentów i zatrzymywaniu osób podejrzanych, a także utrzymywaniu ścisłej łączności między oddziałami i władzami administracyjnymi. Miejscowość, w którym stacjonowała kompania graniczna, posiadała status garnizonu Korpusu Ochrony Pogranicza.
1 kompania graniczna „Małaszki” w 1934 ochraniała odcinek granicy państwowej szerokości 30 kilometrów 850 metrów. Po stronie sowieckiej granicę ochraniały zastawy „Szypowo” i „Łunaczarskaja Słoboda” z komendantury „Dryssa” .
Sąsiednie kompanie graniczne:
- 3 kompania graniczna KOP „Leonpol” ⇔ 2 kompania graniczna KOP „Ćwiecino” – 1928[8], 1929[9], 1931[7] , 1932[10], 1934[11], 1938[12]

## Walki w 1939
Rankiem 17 września, ze względu na brak przepraw przez Dźwinę, Sowieci nie zaatakowali strażnicy „Hrychorowicze” oraz odwodu kompanii w Małaszkach.
Natomiast jeszcze przed 4:40 trzykompanijny oddział st. lejtn. Miroszkina zniszczył strażnicę „Oleszczenica”. Poległ oficer (?) i 14 szeregowych, do niewoli dostał się jeden szeregowy i 7 cywili. Straty napastników wyniosły 5 rannych.
W tym samym czasie  trzykompanijny oddział st. łejtn. Jermoczenkowa uderzył na strażnicę KOP w „Dzisna”. Przy niej przebywał por. Domalewski oraz dziśnieński nauczyciel por. rez. Zygmunt Gergovich. Sowieci, prowadzeni przez miejscowego działacza komunistycznego Szulmana, przepłynęli na łodziach przez Dźwinę i wylądowali na polskim brzegu, rozpoczynając atak od strony południowej i wschodniej. Do walki z Sowietami włączyli się policjanci oraz uczniowie gimnazjum. Starcie trwało kilka godzin. Ranni zostali por. Domalewski i por. rez. Gergovich. Ostatecznie obrońcy złożyli broń. Do niewoli dostało się 3 (?) oficerów i 10 szeregowych. Sowieci mieli 2 ciężko rannych oficerów, w tym st. lejtn. Jermoczenkow. Lżejsze rany odniósł młodszy politruk oraz 15 szeregowych. Natomiast według innego sowieckiego dokumentu poległ jeden żołnierz WP, a 14, w tym 6 policjantów, dostało się do niewoli. Straty sowieckie – 6 rannych. Według polskiego opracowania – wspomagana przez osadników placówka KOP aż przez 7 godzin udaremniała wszelkie usiłowania sforsowania rzeki przez nieprzyjacielską piechotę. Obronę Polaków miano złamać dopiero po wprowadzeniu do walki artylerii.

## Struktura organizacyjna
Strażnice kompanii w latach 1928–1929
- strażnica KOP „Oleszczenica”
- strażnica KOP „Grygorowicze”[c]
- strażnica KOP „Powianuszka”
- strażnica KOP „Dzisna”

Strażnice kompanii jesienią 1931  i w 1934
- strażnica KOP „Oleszczenica”[e]
- strażnica KOP „Hryhorewicze”[f][g]
- strażnica KOP „Powianuszka”[h]
- strażnica KOP „Dzisna”[i]

Strażnice kompanii w 1938
- strażnica KOP „Oleszczenica”
- strażnica KOP „Hryhorowicze”
- strażnica KOP „Dzisna”

Organizacja kompanii 17 września 1939:
- dowództwo kompanii
- pluton odwodowy
- 1 strażnica KOP „Oleszczenice” (Oleszczenica)
- 2 strażnica KOP „Hryhorowicze”
- 3 strażnica KOP „Dzisna”

## Dowódcy kompanii
- kpt. Zygmunt Ligorzewski (był 30 IX 1928 − 25 XI 1928 → przeniesiony do 7 batalionu KOP)[16]
- kpt. Adam Szymański (21 XI 1928 − )[16] ?
- kpt. Henryk Sieradzki (18 X 1929 − )[16]
- kpt. Adam Szymański (29 III 1933 − był XI 1934 −)[16]
- kpt. Bronisław Bartyński (– 1939)[17]
- por. Adam Domalewski[18] (1939)